# Centro de Integração Geracional 7 de Abril
Centro de Integração Geracional 7 de Abril é uma agremiação esportiva brasileira, fundada a 22 de agosto de 2006, sediada na cidade do Rio de Janeiro.

## História
Formada como Organização Não Governamental (ONG), a equipe fundada por Nelri Ferreira Leite e presidida por Angélica dos Santos Rufino propõe formar jovens e adultos para o futebol brasileiro.
Atualmente desenvolve dois projetos na área de esporte e capacitação profissional. O 'Projeto Pé na Bola' e 'Cabeça na Escola' que atua com meninos adolescentes em atividades esportivas nos períodos em que não estão na escola, e o projeto Espaço Cuidar que capacita pessoas familiares ou não no cuidado à pessoa idosa.
As atividades esportivas se localizam no bairro Paciência, RJ.
Fundado em 2006, o time se filiou à FFERJ e disputou o Campeonato Amador da Capital em 2011 (sub 20), 2012 (sub 17), 2013 (sub 15 e 17), 2014 (sub 17), 2015 (sub 15, sub 17 e sub 20), 2016 (sub 15 e sub 17) e 2017 (sub 15 e sub 17), se filiando aos profissional da entidade para integrar o Campeonato Estadual da Série C de 2017, a quarta divisão então recém-criada.
Em 2014, se sagra vice-campeão da Liga Rio Copa, sub 20, ao capitular diante do Bonsucesso na decisão.
Em 2023, o 7 de Abril cai da Série B1, após ficar na última colocação, com 0 pontos.

## Estatísticas

### Participações
|  | Participações em 2025 |

| Competição          | Temporadas | Melhor campanha           | Estreia | Última | P | R |
| Série B1 do Carioca | 3          | 8º colocado (2021 e 2022) | 2021    | 2023   | – | 1 |
| Série B2 do Carioca | 5          | Vice-campeão (2020)       | 2018    | 2025   | 1 | – |
| Série C do Carioca  | 1          | 4º colocado (2017)        | 2017    | 2017   | 1 |   |